# 长春宫 (陕西)
长春宫是中国北周、隋朝和唐朝时的行宫。
位于陕西省大荔县东北寨子。北周保定元年（561年）宇文护所筑，名晋城。建德二年（573年）置长春宫。隋朝开皇十二年（592年）增构殿宇。唐朝同州刺史常带长春宫使。